# Liste bekannter Lehrer der Thomasschule zu Leipzig
Diese Liste zählt bekannte Lehrer der Thomasschule zu Leipzig auf. Siehe auch die Liste bekannter Schüler der Thomasschule zu Leipzig sowie die Liste der Rektoren der Thomasschule zu Leipzig.

## B

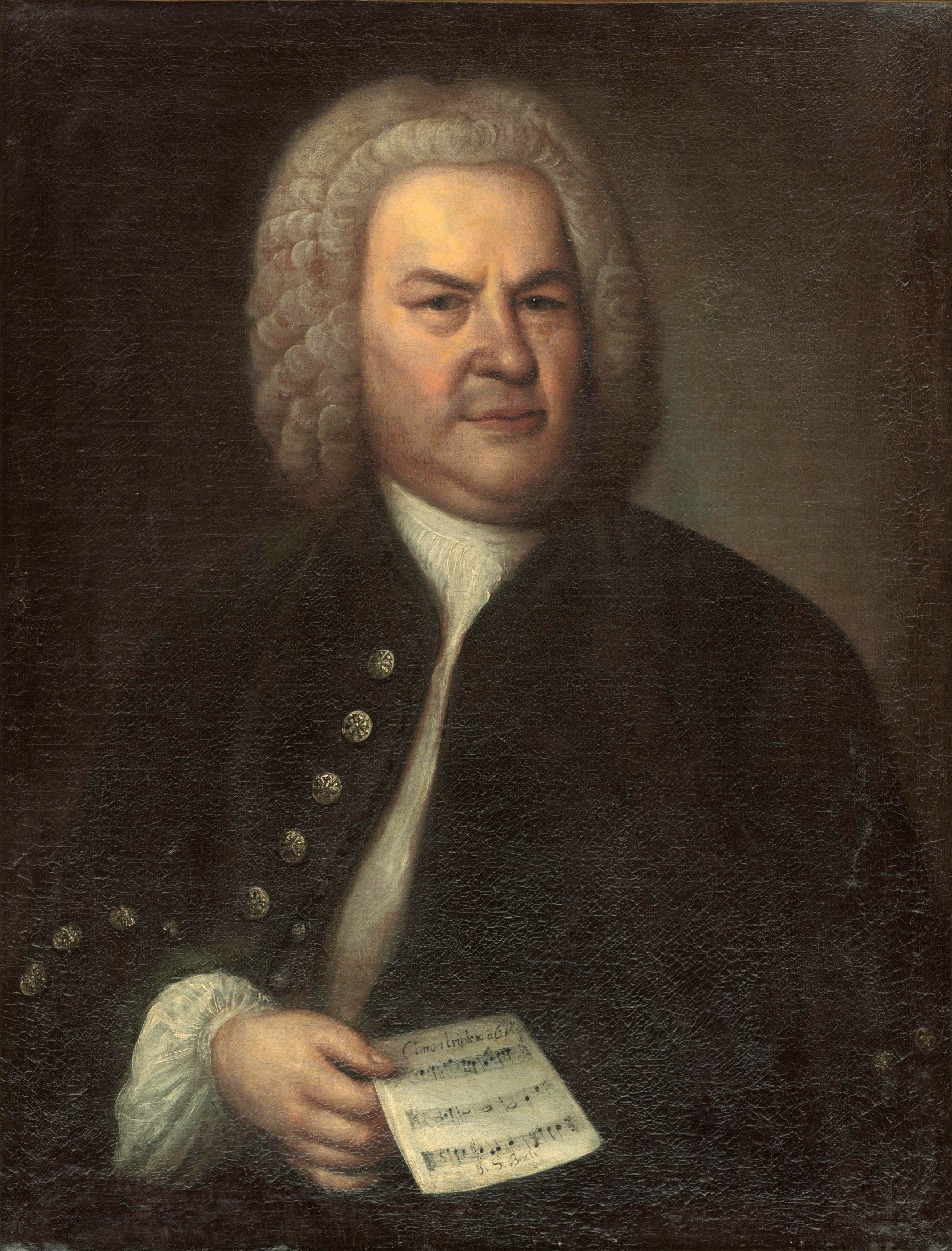
Johann Sebastian Bach im Jahre 1746, mit Rätselkanon. Ölgemälde von Elias Gottlob Haußmann

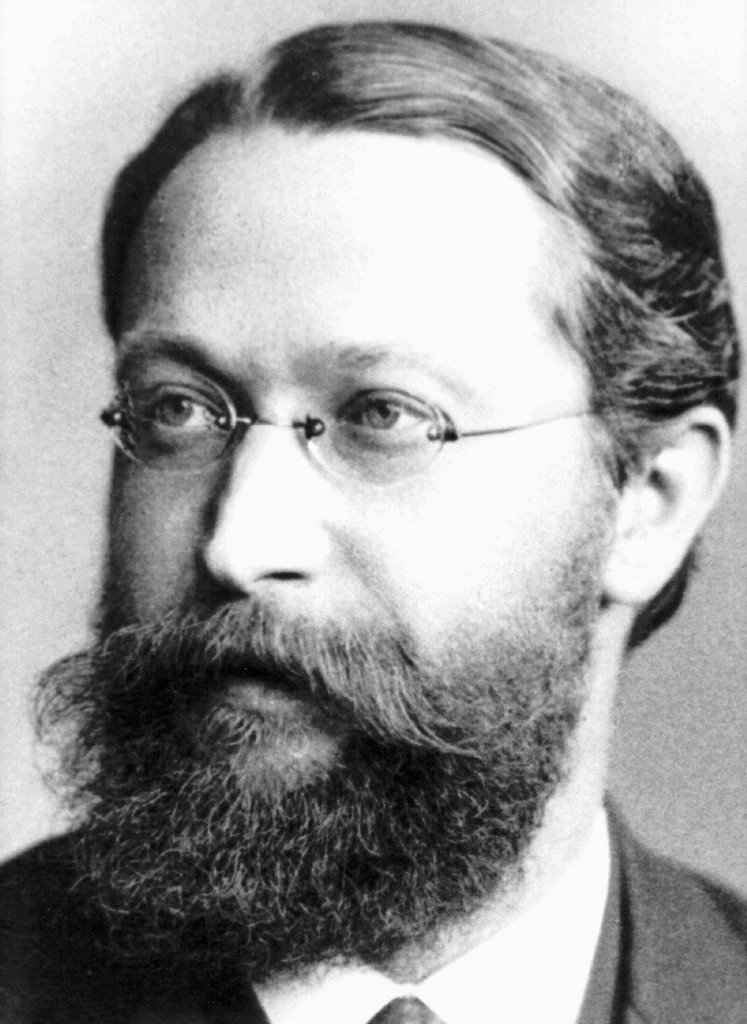
Ferdinand Braun

- Johann Sebastian Bach (1685–1750), Komponist, bedeutsamster Tonschöpfer der abendländischen Musik, berühmtester der Familie Bach
- Caspar Borner (1492–1547), Theologe, Humanist und Reformator, Rektor der Thomasschule (1522–1539), Rektor der Universität Leipzig
- Karl Ferdinand Braun (1850–1918), Elektrotechniker und Physik-Nobelpreisträger, Erfinder der Braunschen Röhre, Lehrer Jonathan Zennecks (1871–1959) und Leonid Isaakowitsch Mandelstams (1879–1944)

## C
- Sethus Calvisius (1556–1615), Komponist und Musiktheoretiker, Chordirektor der Leipziger Paulinerkirche, Thomaskantor (1594–1615)
- Otto Crusius (1857–1918), Philologe, Mitglied der Bayerischen Akademie der Wissenschaften, Vater von Friedrich Crusius (1897–1941)

## D
- Oskar Dähnhardt (1870–1915), Germanist und Altphilologe, führender Erzählforscher des 19. Jh., u. a. des Spottgedichts Dunkel war’s, der Mond schien helle, Rektor der Nikolaischule (1910–1915)
- Johann Friedrich Doles (1715–1797), Komponist und Thomaskantor (1756–1789), Musikdirektor der Universität Leipzig, Vater von Johann Friedrich Doles der Jüngere (1746–1796)
- Siegmund Friedrich Dresig (1703–1742), Konrektor
- Hermann Dunger (1843–1912), Oberlehrer, Gründer des Allgemeinen Deutschen Sprachvereins

## E
- Friedrich August Eckstein (1810–1885), Pädagoge und Altphilologe, Rektor der Thomasschule (1863–1881), Kondirektor der Franckeschen Stiftungen
- Ernst Theodor Eichelbaum (1893–1991), Pädagoge und Politiker der CDU, Mitbegründer und Bundesvorsitzender des Gesamtverbandes der Sowjetzonenflüchtlinge (1952–1963), Mitglied des Deutschen Bundestages (1957–1965)
- Johann August Ernesti (1707–1781), Theologe und Philologe, Rektor der Thomasschule (1734–1762), Onkel von Johann Christian Gottlieb Ernesti (1756–1802)
- Johann Heinrich Ernesti (1652–1729), Rektor der Thomasschule

## F
- Georg Fabricius oder Goldschmidt (1516–1571), Dichter, Historiker und Archäologe, Poeta laureatus, Rektor der Fürstenschule St. Afra, Inspektor der Klosterschule Roßleben
- Wolfgang Figulus (um 1525–1589), Musiktheoretiker und Komponist, Thomaskantor (1549–1551), Kantor und Lehrer der Fürstenschule in Meißen
- Friedrich Richard Franke (* 1832), Erster Oberlehrer
- Johann Friderici (1563–1629), Konrektor der Thomasschule, Rektor der Nikolaischule
- Franz Volkmar Fritzsche (1806–1887), Philologe, Sohn von Christian Friedrich Fritzsche (1776–1850)
- Karl Heinrich Frotscher (1796–1876), Pädagoge und Altphilologe, Konrektor der Nikolaischule

## G

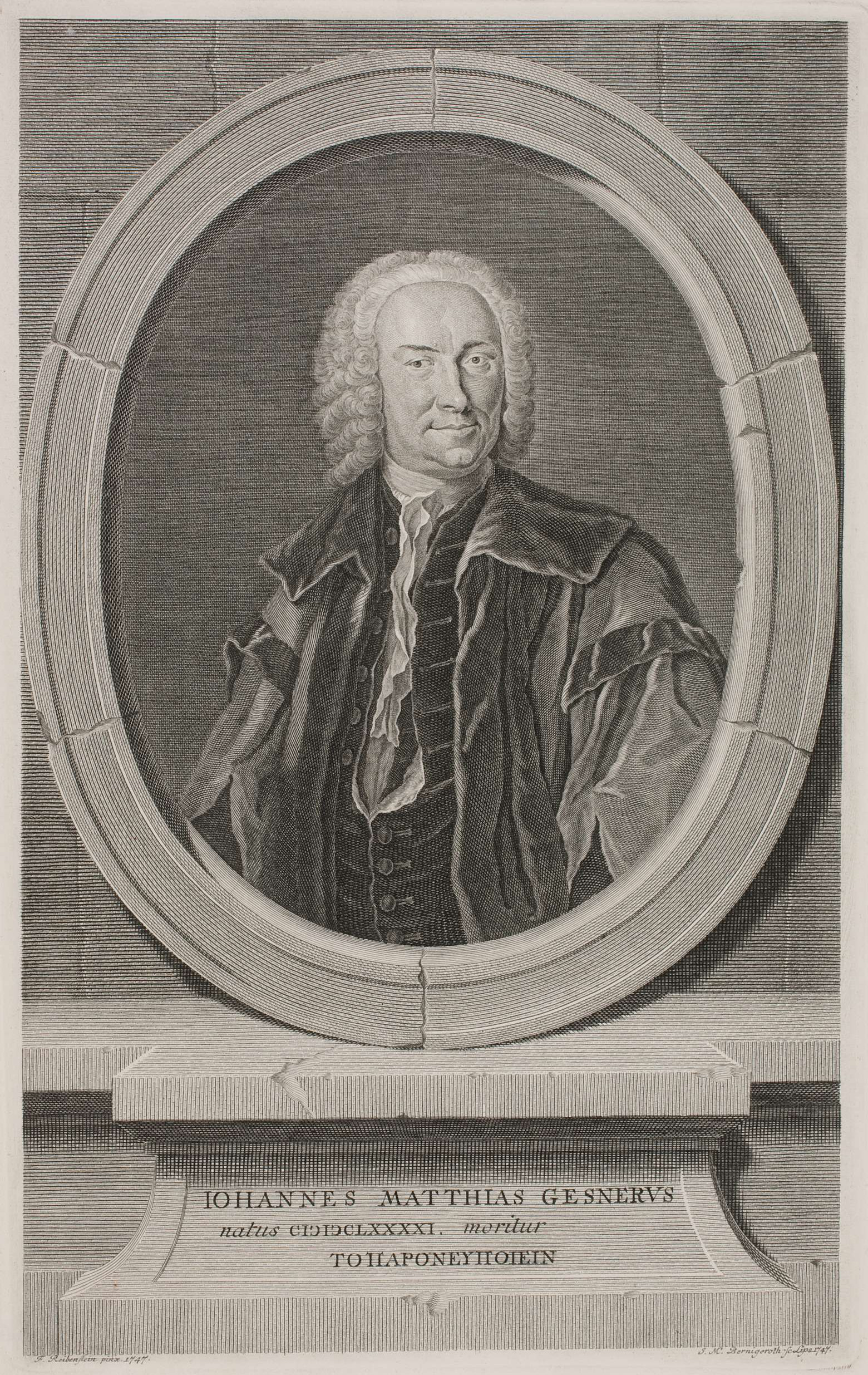
Johann Matthias Gesner. Titelkupfer des Novus Linguæ Et Eruditionis Romanae Thesaurus (1747)

- Johann Joachim Gesenius (1644–1675), Lehrer
- Johann Matthias Gesner (1691–1761), Pädagoge, Philologe und Bibliothekar, Rektor der Thomasschule (1730–1734), Verwalter der „Schurzfleischschen Sammlung“, der späteren Herzogin-Anna-Amalia-Bibliothek, Leiter der Göttinger Universitätsbibliothek
- Georg Goetz (1849–1932), Altphilologe und Rektor der Universität Jena
- Johann Gramann oder Poliander (1487–1541), Reformator, Rektor der Thomasschule (1520–1522), Gründer des Vorgängers der Königsberger Universität, Dichter des Liedes Nun lob, mein Seel, den Herren (EG 289)

## H
- Karl Ferdinand Haltaus (1811–1848), Historiker und Dichter
- Johann Gottlob Harrer (1703–1755), Komponist und Thomaskantor (1750–1755)
- Friedrich Hermann Haufe (1899–1970), Theologe und Pfarrer
- Moritz Hauptmann (1792–1868), Komponist, Geiger, Musiktheoretiker und Thomaskantor (1842–1868), Gründer der Bach-Gesellschaft Leipzig, Schüler Ludwig Spohrs (1784–1859)
- Karl Heym (1818–1889), Mathematiker
- Rudolf Hildebrand (1824–1894), Germanist, Lehrer und Sprachwissenschaftler, Herausgeber des Grimmschen Wörterbuchs
- Johann Adam Hiller (1728–1804), Komponist, Musikschriftsteller, Thomaskantor (1789–1801) und Gewandhauskapellmeister

## J
- Alfred Jante (1908–1985), Ingenieur
- Johann Christian Jahn (1797–1846), Konrektor
- Karl Gottfried Jacobitz (1807–1887), Oberlehrer

## K
- Otto Kanig, Pädagoge und Pfarrer

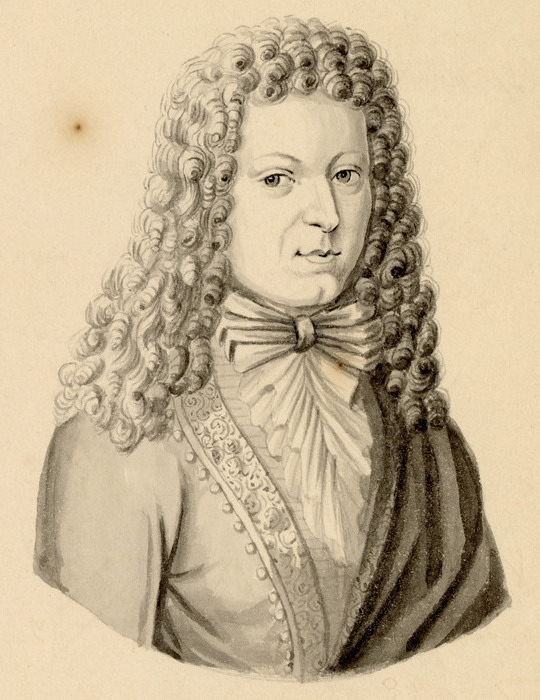
Johann Kuhnau

- Julius Ludwig Klee (1807–1867), Pädagoge und Sprachwissenschaftler, Rektor der Kreuzschule (1848–1867)
- Sebastian Knüpfer (1633–1676), Komponist, Kirchenmusiker und Thomaskantor (1657–1676)
- Abraham Kriegel (1691–1759), Lehrer
- Christian August Kriegel (1732–1803), Lehrer
- Georg Aenotheus Koch (1802–1879), Altphilologe und Lexikograf, Konrektor der Thomasschule (1862–1879)
- Eduard König (1846–1936), Theologe und Sprachwissenschafter, Gegner von Friedrich Delitzsch im Babel-Bibel-Streit
- Gustav Körting (1845–1913), Philologe, Romanist und Anglist
- Johann Kuhnau (1660–1722), Komponist und Schriftsteller, Organist der Thomaskirche, Thomaskantor (1701–1722), Musikdirektor der Universität Leipzig

## L
- Johann Gottlieb Lehmann (1782–1837), Gymnasialdirektor
- Johann Friedrich Leibniz, Pädagoge, Sohn von Friedrich Leibnütz und Stiefbruder von Gottfried Wilhelm Leibniz
- Johann Friedrich Leissner († 1767), Rektor der Thomasschule
- August Leskien (1840–1916), Indogermanist und Slawist, Begründer der Leipziger Schule
- Klaus Lindner (* 1935), Astronom, Autor und Rektor der Thomasschule (1993–1999)
- Karl Heinrich Adelbert Lipsius (1805–1861), Theologe und Pädagoge, Rektor der Thomasschule (1861), Mitglied der Oberlausitzischen Gesellschaft der Wissenschaften
- Christian Ludovici (1663–1732), Philologe, Philosoph, Theologe und Orientalist, Konrektor der Thomasschule (1697–1724), Rektor der Universität Leipzig (1724/30), Vater von Carl Günther Ludovici (1707–1778)

## M
- Franz Joseph Valentin Dominik Maurer (1795–1874), Alttestamentler, Hebraist und Geistlicher
- Erhard Mauersberger (1903–1982), Organist, Musiklehrer und Thomaskantor (1961–1972), Chorleiter und Leiter des Bachvereins in Aachen, Leiter des Bachchores Eisenach, Bruder von Rudolf Mauersberger (1889–1971)
- Wolfgang Meurer (1513–1585), Pädagoge und Arzt
- Tobias Michael (1592–1657), Komponist und Thomaskantor (1631–1657)
- Paul Möbius (1825–1889), Schriftsteller und Pädagoge
- Petrus Mosellanus (1493–1524), Humanist, Philologe und Theologe
- Gustav Eduard Mühlmann (1812–1870), Oberlehrer
- August Eberhard Müller (1767–1817), Komponist, Organist der Nikolaikirche, Thomaskantor (1804–1810), Großherzoglicher Kapellmeister
- Cornelius Müller (1793–1879), klassischer Philologe, Hilfslehrer

## N
- Karl Friedrich August Nobbe (1791–1878), Pädagoge und Philologe, Rektor der Nikolaischule

## O
- Valentin Otto (1529–1594), Musiker und Thomaskantor (1564–1594)

## P
- Johannes Pinckert (1879–1956), Alttestamentler, Semitist
- Erwin Pollack (1863–1915), Altphilologe

## R
- Günther Ramin (1898–1956), Organist, Komponist und Chorleiter, Thomaskantor (1940–1956), Leiter der Bachfeste Leipzig (1950, 1953 und 1955) und Geschäftsführender Vorstand der Neuen Bachgesellschaft
- Friedrich Rappolt, Theologe, Konrektor der Thomasschule
- Johann Friedrich Jacob Reichenbach, Konrektor der Thomasschule, Verfasser des ersten griechisch-deutschen Wörterbuchs, Vater von Heinrich Gottlieb Ludwig Reichenbach (1793–1879) und Großvater von Heinrich Gustav Reichenbach (1824–1889)
- Johann Gottfried Reussmann (1730–1796), Rektor
- Georg Rhau (1488–1548), Buchdrucker und Thomaskantor (1519–1520)
- Ernst Friedrich Richter (1808–1879), Organist der Thomaskirche, Thomaskantor (1868–1879), Musikdirektor der Universität Leipzig, Vater von Alfred Richter (1846–1919) und Bruder von Bernhard Friedrich Richter
- Heinrich Ferdinand Richter (1799–1832), Philosoph
- Johann Rosenmüller (1619–1684), Komponist, Hofkapellmeister und stellv. Thomaskantor (1640–1655)
- Friedrich Wilhelm Ehrenfried Rost (1768–1835), Theologe, Philosoph und Rektor der Thomasschule (1800–1835)
- Hans-Joachim Rotzsch (1929–2013), Oratorientenor und Hochschullehrer, Leiter des Leipziger Universitätschores (1963–1973), Thomaskantor (1972–1991)
- Wilhelm Rust (1822–1892), Komponist, Musikwissenschaftler, Bachforscher und Thomaskantor (1879–1892)

## S

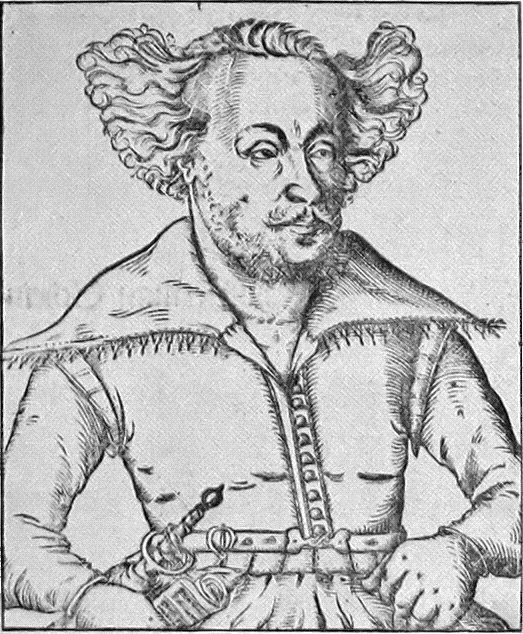
Johann Hermann Schein

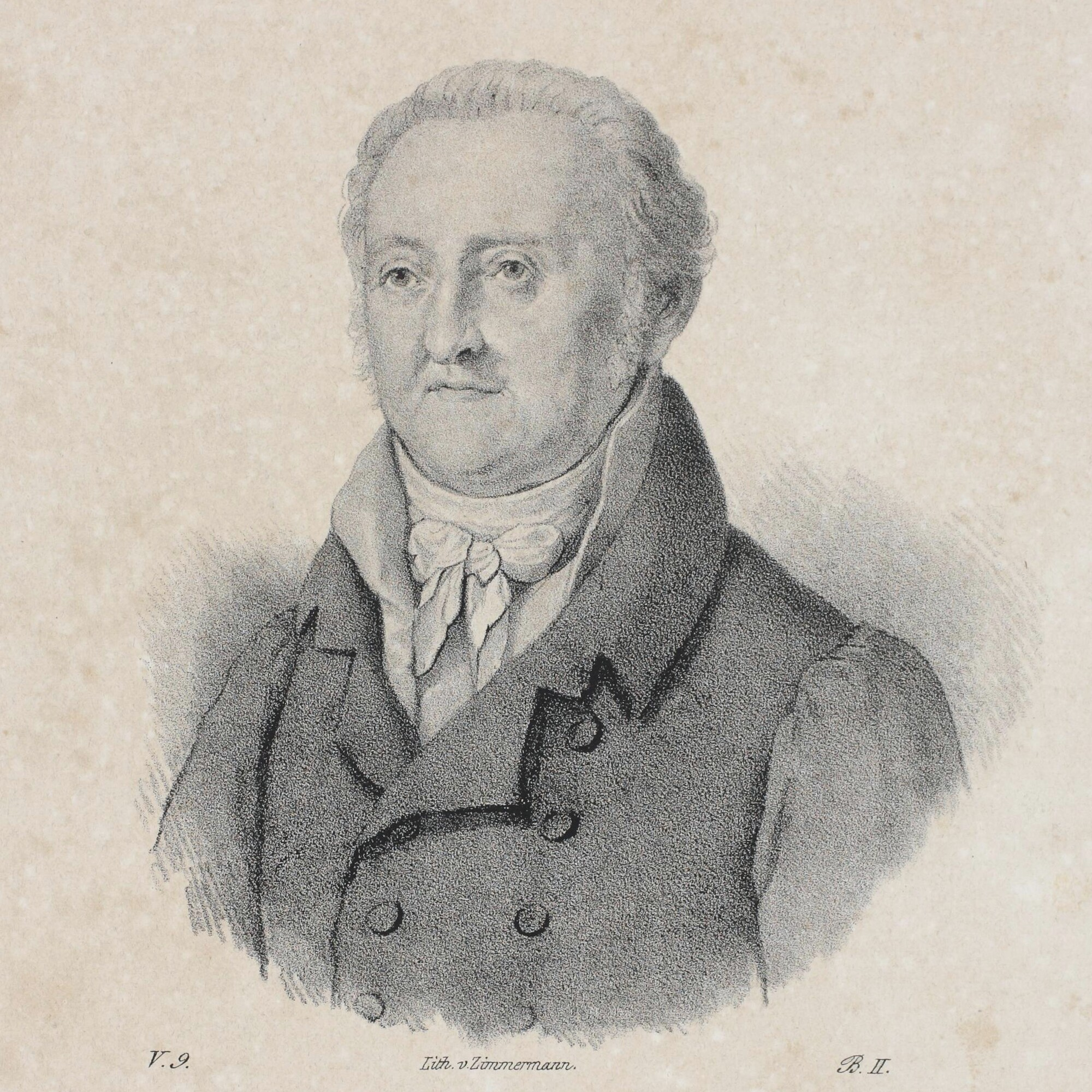
Johann Gottfried Schicht

- Johann Scheffel (1501–1554), Schulmann, Jurist, Ratsherr und Bürgermeister
- Johann Hermann Schein (1586–1630), Dichter, bedeutender Komponist, Thomaskantor (1616–1630) und Leipziger Musikdirektor
- Johann Schelle (1684–1701), Komponist und Thomaskantor (1677–1701)
- Johann Gottfried Schicht (1753–1823), Komponist, Gewandhauskapellmeister (1785–1810) und Thomaskantor (1810–1823)
- Walther Bernhard Schmidt (1853–1916), Naturwissenschaftler und späterer Rektor des Schiller-Realgymnasiums
- Gustav Schreck (1849–1918), Musikerzieher, Komponist und Thomaskantor (1892–1918)
- Johann Gottfried Stallbaum (1793–1861), Philologe und Rektor der Thomasschule (1835–1861)
- Karl Straube (1873–1950), Organist der Thomaskirche und Thomaskantor (1918–1939)
- Andreas Strübel (1653–1725), Hauslehrer und Konrektor
- Heinrich Stürenburg (1847–1934), Altphilologe, Konrektor der Thomasschule (1883–1889) und Rektor der Kreuzschule (1889–1910), Sohn von Diedrich Rudolf Stürenburg (1811–1856)

## T
- Gottfried Tauber (1766–1825), erster Mathematiklehrer von 1800–1808
- Abraham Teller (1609–1658), Theologe und Kirchenliederdichter, Rektor der Thomasschule, Pastor der Thomaskirche
- Karl August Thieme (1721–1795), Konrektor der Thomasschule
- Jakob Thomasius (1622–1684), Rektor der Thomaskirche (1676–1684), Vater von Christian Thomasius (1655–1728), Lehrer von Gottfried Wilhelm Leibniz (1646–1716)
- Paul Thymich (1656–1694), Dichter und Schöpfer des Liedes Komm, Jesu, komm

## W
- Leonhard Weber (1848–1919), Physiker
- Christian Theodor Weinlig (1780–1842), Musikpädagoge, Komponist, Kreuzkantor (1814–1817) und Thomaskantor (1823–1842), Lehrer von Clara Schumann (1819–1896) und Richard Wagner (1813–1883)
- Johann Heinrich Winckler (1703–1770), Physiker, Mitglied der Royal Society
- Ernst Windisch (1844–1918), Sprachwissenschaftler, Sanskritist und Keltologe, Ehemann der Tochter Wilhelm Roschers, Freund Friedrich Nietzsches (1844–1900)
- Alexander Witting (1861–1946), Mathematikdidaktiker
- Gustav Wustmann (1844–1910), Philologe, Sprachpfleger und Historiker

## Z
- August Christian Adolf Zestermann (1807–1869), Altertumsforscher, Lehrer und Subrektor an der Thomasschule zu Leipzig
- Carl Friedrich Zöllner (1800–1860), Komponist und führende Persönlichkeit des Männerchorwesens